# John Green (ciclista)
John Green (conocido como Jack Green; 8 de noviembre de 1867-5 de noviembre de 1943) fue un deportista británico que compitió en ciclismo en la modalidad de pista. Ganó dos medallas de plata en el Campeonato Mundial de Ciclismo en Pista de 1894, en las pruebas de 10 km y medio fondo.

## Medallero internacional
| Campeonato Mundial | Campeonato Mundial | Campeonato Mundial | Campeonato Mundial |
| Año                | Lugar              | Medalla            | Competición        |
| ------------------ | ------------------ | ------------------ | ------------------ |
| 1894               | Amberes (Bélgica)  | Medalla de plata   | 10 km (A)          |
| 1894               | Amberes (Bélgica)  | Medalla de plata   | Medio fondo (A)    |